# 大眼藍帶紋鱸
大眼藍帶紋鱸，為輻鰭魚綱鱸形目鱸亞目麗花鮨科的其中一種，分布於西太平洋日本南部海域，深度300-500公尺，為熱帶海水魚，體長可達12.8公分，棲息在底中層水域，生活習性不明。